# Abelairas (Sober)
Abelairas (llamada oficialmente As Abelairas) es una aldea española actualmente despoblada, situada en la parroquia de Millán, del municipio de Sober, en la provincia de Lugo, Galicia.

## Demografía
| Gráfica de evolución demográfica de Abelairas entre 2000 y 2021 |
|                                                                 |
| Datos según el nomenclátor publicado por el INE.                |